# Lenn a sivár Földön (novelláskötet)
A Lenn a sivár Földön című novelláskötet Philip K. Dick tizenhat (köztük a címadó) novelláját tartalmazza. A novellák mindegyike a The Collected Stories of Philip K. Dick, Volume 1-5 (Grafton Books) kötetekből származik, és magyarra itt először lettek lefordítva. A könyv végén Dick saját jegyzetei találhatók.

## A kötetben található novellák
- Ruug (Roog)
- A koponya (The Skull)
- Fizetség (Paycheck)
- Kolónia (Colony)
- Az akasztott idegen (The Hanging Stranger)
- Az aranyember (The Golden Man)
- Az utolsó mester (The Last of the Masters)
- Közvetlen értékesítés (Sales Pitch)
- Lenn a sivár Földön (Upon the Dull Earth)
- Közterm (Autofac)
- Kétbalkezes Orfeusz (Orpheus with Clay Feet)
- Pisze Pat idejében (The Days of Perky Pat)
- A kis fekete doboz (The Little Black Box)
- Háború a zidiótákkal (The War with the Fnools)
- Isteni vita (Holy Quarrel)
- A Rautavaara-eset (Rautavaara's Case)

## Magyarul
- Lenn a sivár Földön; ford. Benczik Vera et al.; Agave Könyvek, Bp., 2005

## Hangoskönyv
- Kossuth Könyvkiadó és Mojzer Kiadó, Budapest, 2007, fordította: Pék Zoltán, Pál Attila, Totth Benedek, felolvasta: Galambos Péter) ISBN 9789630956703